# Gibigiana

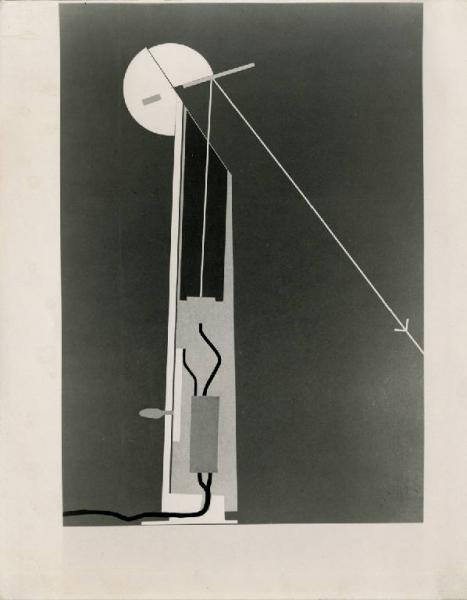
Zeichnung der Gibigiana

Gibigiana ist eine Tischleuchte, die vom italienischen Industriedesigner Achille Castiglioni 1980 entworfen wurde. Produziert und vertrieben wird sie vom meranischen Leuchtenhersteller Flos.
Die Leuchte besteht aus einem kegelförmigen Körper aus Aluminium, in der eine Halogenlampe sitzt, die das Licht nach oben auf einen runden beweglichen Spiegel abgibt. Die Lichtintensität kann durch einen Schieberegler an der Rückseite des Leuchtkörpers gedimmt werden, durch die Beweglichkeit des Spiegels kann das Licht beliebig in dem Raum gestreut werden. Der Boden der Leuchte besteht aus Stahl.
Der italienische Name der Leuchte Gibigiana bedeutet im Deutschen etwa „reflektierendes Licht“, das Design wird einerseits für seinen Witz und Humor geschätzt, andererseits für seine technische Ausgereiftheit, die an wissenschaftliche Instrumente erinnert.
Gibigiana gilt als Klassiker des Industriedesigns, die Leuchte befindet sich unter anderem in der Sammlung des Design Museum in London, des Cooper Hewitt, Smithsonian Design Museum in New York City oder des Triennale di Milano in Mailand.